# Свинк (Оклахома)
Свинк (енгл. Swink) насељено је место без административног статуса у америчкој савезној држави Оклахома.

## Демографија
По попису из 2010. године број становника је 66, што је 17 (-20,5%) становника мање него 2000. године.
| Група             | 2000.      | 2010.      |
| Белци             | 75 (90,4%) | 60 (90,9%) |
| Афроамериканци    | 0 (0,0%)   | 0 (0,0%)   |
| Азијати           | 0 (0,0%)   | 0 (0,0%)   |
| Хиспаноамериканци | 1 (1,2%)   | 1 (1,5%)   |
| Укупно            | 83         | 66         |